# Olympische Sommerspiele 1972/Rudern – Achter
Der Ruder-Achter der Männer bei den Olympischen Sommerspielen 1972 fand vom 27. August bis 2. September auf der Regattastrecke Oberschleißheim statt.

## Vorläufe

### Vorläufe

#### Vorlauf 1
| Rang | Nation             | Athleten | Zeit        |
| ---- | ------------------ | --- | ----------- |
| 1    | Vereinigte Staaten | Lawrence Terry, Franklin Hobbs, Pete Raymond, Tim Mickelson, Gene Clapp, William Hobbs, Cleve Livingston, Michael Livingston, Paul Hoffman (Steuermann)                                 | 6:06,01 min |
| 2    | BR Deutschland     | Reinhard Wendemuth, Frithjof Henckel, Norbert Kindlmann, Wolfgang Hottenrott, Hans-Ulrich Buchholz, Günter Petersmann, Bernd Truschinski, Winfried Ringwald, Manfred Klein (Steuermann) | 6:10,28 min |
| 3    | Österreich         | Martin Hinterleitner, Norbert Hlobil, Kurt Sandhäugl, Peter Preiß, Manfred Ruthner, Peter Bredl, Karl Sinzinger, Franz Nitsche, Peter Wetzstein (Steuermann)                            | 6:20,60 min |
| 4    | Italien            | Renzo Bulgarello, Gianfranco Grasselli, Francesco Pigozzo, Giuliano Galiazzo, Giuseppe Noal, Maurizio Danielli, Serafino Carminati, Giuliano Rossi, Mariano Gottifredi (Steuermann)     | 6:21,80 min |
| 5    | Frankreich         | Jean-Luc Correia, Bernard Bruand, Jean-Jacques Mulot, Philippe Cabut, Jean Perrot, Jacques Filippini, Yves Oger, Gérard Boyer, Yves Rebelle (Steuermann)                                | 6:32,47 min |

#### Vorlauf 2
| Rang | Nation      | Athleten | Zeit        |
| ---- | ----------- | --- | ----------- |
| 1    | Neuseeland  | Tony Hurt, Wybo Veldman, Dick Joyce, John Hunter, Lindsay Wilson, Athol Earl, Trevor Coker, Gary Robertson, Simon Dickie (Steuermann)                                        | 6:06,19 min |
| 2    | Ungarn      | Zoltán Melis, András Pályi, Antal Gelley, Béla Zsitnik, László Romvári, Péter Kokas, Imre Dávid, Ágoston Bányai, Róbert Örlschléger (Steuermann)                             | 6:17,51 min |
| 3    | Argentinien | Juan Carlos Estol, Ignacio Ruiz, Guillermo Segurado, Héctor Biassini, Ricardo José Rodríguez, Alfredo Martín, Oscar de Dios, Hugo Aberastegui, Raúl Mazerati (Steuermann)    | 6:20,31 min |
| 4    | Polen       | Jerzy Ulczyński, Marian Siejkowski, Krzysztof Marek, Jan Młodzikowski, Grzegorz Stellak, Marian Drażdżewski, Ryszard Giło, Sławomir Maciejowski, Ryszard Kubiak (Steuermann) | 6:26,95 min |
| 5    | Jugoslawien | Josip Despot, Zdravko Gracin, Mladen Ninić, Romano Bajlo, Zdravko Huljev, Stevo Macura, Janez Grbelja, Josip Bajlo, Jadran Radovčić (Steuermann)                             | 6:27,82 min |

#### Vorlauf 3
| Rang | Nation           | Athleten | Zeit        |
| ---- | ---------------- | --- | ----------- |
| 1    | Sowjetunion      | Alexander Rjasankin, Wiktor Dementjew, Sergei Koljaskin, Alexander Schitow, Waleri Bissarnow, Boris Worobjow, Wladimir Sawelow, Alexander Martyschkin, Wiktor Michejew (Steuermann) | 6:12,35 min |
| 2    | Niederlande      | Henk Rouwé, Jannes Munneke, Frank Mulder, Jan van der Vliet, Herman Eggink, Hans Huisinga, Bram Tuinzing, Pieter Offens, Rutger Stuffken (Steuermann)                               | 6:13,03 min |
| 3    | DDR              | Hans-Joachim Borzym, Jörg Landvoigt, Harold Dimke, Manfred Schneider, Hartmut Schreiber, Manfred Schmorde, Bernd Landvoigt, Heinrich Mederow, Dietmar Schwarz (Steuermann)          | 6:14,06 min |
| 4    | Australien       | John Clark, Michael Morgan, Bryan Curtin, Richard Curtin, Robert Paver, Kerry Jelbart, Gary Pearce, Malcolm Shaw, Alan Grover (Steuermann)                                          | 6:14,75 min |
| 5    | Tschechoslowakei | Ladislav Lorenc, Zdeněk Zika, Pavel Konvička, Zdeněk Kuba, Ladislav Heythum, Milan Suchopár, Miroslav Vraštil, Oldřich Kruták, Jiří Pták (Steuermann)                               | 6:17,70 min |

### Hoffnungslauf
| Rang | Nation           | Athleten | Zeit        |
| ---- | ---------------- | --- | ----------- |
| 1    | Australien       | John Clark, Michael Morgan, Bryan Curtin, Richard Curtin, Robert Paver, Kerry Jelbart, Gary Pearce, Malcolm Shaw, Alan Grover (Steuermann)                                          | 6:09,75 min |
| 2    | Tschechoslowakei | Ladislav Lorenc, Zdeněk Zika, Pavel Konvička, Zdeněk Kuba, Ladislav Heythum, Milan Suchopár, Miroslav Vraštil, Oldřich Kruták, Jiří Pták (Steuermann)                               | 6:14,33 min |
| 3    | Polen            | Jerzy Ulczyński, Marian Siejkowski, Krzysztof Marek, Jan Młodzikowski, Grzegorz Stellak, Marian Drażdżewski, Ryszard Giło, Sławomir Maciejowski, Ryszard Kubiak (Steuermann)        | 6:16,23 min |
| 4    | Frankreich       | Jean-Luc Correia, Bernard Bruand, Jean-Jacques Mulot, Philippe Cabut, Jean Perrot, Jacques Filippini, Yves Oger, Gérard Boyer, Yves Rebelle (Steuermann)                            | 6:19,58 min |
| 5    | Italien          | Renzo Bulgarello, Gianfranco Grasselli, Francesco Pigozzo, Giuliano Galiazzo, Giuseppe Noal, Maurizio Danielli, Serafino Carminati, Giuliano Rossi, Mariano Gottifredi (Steuermann) | 6:20,21 min |
| 6    | Jugoslawien      | Josip Despot, Zdravko Gracin, Mladen Ninić, Romano Bajlo, Zdravko Huljev, Stevo Macura, Janez Grbelja, Josip Bajlo, Jadran Radovčić (Steuermann)                                    | 6:25,94 min |

### Halbfinale

#### Halbfinale 1
| Rang | Nation             | Athleten | Zeit        |
| ---- | ------------------ | --- | ----------- |
| 1    | DDR                | Hans-Joachim Borzym, Jörg Landvoigt, Harold Dimke, Manfred Schneider, Hartmut Schreiber, Manfred Schmorde, Bernd Landvoigt, Heinrich Mederow, Dietmar Schwarz (Steuermann)          | 6:22,47 min |
| 2    | Sowjetunion        | Alexander Rjasankin, Wiktor Dementjew, Sergei Koljaskin, Alexander Schitow, Waleri Bissarnow, Boris Worobjow, Wladimir Sawelow, Alexander Martyschkin, Wiktor Michejew (Steuermann) | 6:24,80 min |
| 3    | Vereinigte Staaten | Lawrence Terry, Franklin Hobbs, Pete Raymond, Tim Mickelson, Gene Clapp, William Hobbs, Cleve Livingston, Michael Livingston, Paul Hoffman (Steuermann)                             | 6:27,53 min |
| 4    | Ungarn             | Zoltán Melis, András Pályi, Antal Gelley, Béla Zsitnik, László Romvári, Péter Kokas, Imre Dávid, Ágoston Bányai, Róbert Örlschléger (Steuermann)                                    | 6:32,25 min |
| 5    | Tschechoslowakei   | Ladislav Lorenc, Zdeněk Zika, Pavel Konvička, Zdeněk Kuba, Ladislav Heythum, Milan Suchopár, Miroslav Vraštil, Oldřich Kruták, Jiří Pták (Steuermann)                               | 6:38,70 min |
| 6    | Österreich         | Martin Hinterleitner, Norbert Hlobil, Kurt Sandhäugl, Peter Preiß, Manfred Ruthner, Peter Bredl, Karl Sinzinger, Franz Nitsche, Peter Wetzstein (Steuermann)                        | 7:05,51 min |

#### Halbfinale 2
| Rang | Nation         | Athleten | Zeit        |
| ---- | -------------- | --- | ----------- |
| 1    | BR Deutschland | Reinhard Wendemuth, Frithjof Henckel, Norbert Kindlmann, Wolfgang Hottenrott, Hans-Ulrich Buchholz, Günter Petersmann, Bernd Truschinski, Winfried Ringwald, Manfred Klein (Steuermann) | 6:27,44 min |
| 2    | Neuseeland     | Tony Hurt, Wybo Veldman, Dick Joyce, John Hunter, Lindsay Wilson, Athol Earl, Trevor Coker, Gary Robertson, Simon Dickie (Steuermann)                                                   | 6:28,40 min |
| 3    | Polen          | Jerzy Ulczyński, Marian Siejkowski, Krzysztof Marek, Jan Młodzikowski, Grzegorz Stellak, Marian Drażdżewski, Ryszard Giło, Sławomir Maciejowski, Ryszard Kubiak (Steuermann)            | 6:31,10 min |
| 4    | Niederlande    | Henk Rouwé, Jannes Munneke, Frank Mulder, Jan van der Vliet, Herman Eggink, Hans Huisinga, Bram Tuinzing, Pieter Offens, Rutger Stuffken (Steuermann)                                   | 6:31,70 min |
| 5    | Australien     | John Clark, Michael Morgan, Bryan Curtin, Richard Curtin, Robert Paver, Kerry Jelbart, Gary Pearce, Malcolm Shaw, Alan Grover (Steuermann)                                              | 6:34,82 min |
| 6    | Argentinien    | Juan Carlos Estol, Ignacio Ruiz, Guillermo Segurado, Héctor Biassini, Ricardo José Rodríguez, Alfredo Martín, Oscar de Dios, Hugo Aberastegui, Raúl Mazerati (Steuermann)               | 6:47,72 min |

### Finale

#### B-Finale
| Rang | Nation           | Athleten | Zeit        |
| ---- | ---------------- | --- | ----------- |
| 7    | Ungarn           | Zoltán Melis, András Pályi, Antal Gelley, Béla Zsitnik, László Romvári, Péter Kokas, Imre Dávid, Ágoston Bányai, Róbert Örlschléger (Steuermann)                          | 6:22,13 min |
| 8    | Australien       | John Clark, Michael Morgan, Bryan Curtin, Richard Curtin, Robert Paver, Kerry Jelbart, Gary Pearce, Malcolm Shaw, Alan Grover (Steuermann)                                | 6:22,45 min |
| 9    | Niederlande      | Henk Rouwé, Jannes Munneke, Frank Mulder, Jan van der Vliet, Herman Eggink, Hans Huisinga, Bram Tuinzing, Pieter Offens, Rutger Stuffken (Steuermann)                     | 6:23,55 min |
| 10   | Tschechoslowakei | Ladislav Lorenc, Zdeněk Zika, Pavel Konvička, Zdeněk Kuba, Ladislav Heythum, Milan Suchopár, Miroslav Vraštil, Oldřich Kruták, Jiří Pták (Steuermann)                     | 6:24,64 min |
| 11   | Argentinien      | Juan Carlos Estol, Ignacio Ruiz, Guillermo Segurado, Héctor Biassini, Ricardo José Rodríguez, Alfredo Martín, Oscar de Dios, Hugo Aberastegui, Raúl Mazerati (Steuermann) | 6:26,03 min |
| 12   | Österreich       | Martin Hinterleitner, Norbert Hlobil, Kurt Sandhäugl, Peter Preiß, Manfred Ruthner, Peter Bredl, Karl Sinzinger, Franz Nitsche, Peter Wetzstein (Steuermann)              | 6:27,86 min |

#### A-Finale
| Rang | Nation             | Athleten | Zeit        |
| ---- | ------------------ | --- | ----------- |
| 1    | Neuseeland         | Tony Hurt, Wybo Veldman, Dick Joyce, John Hunter, Lindsay Wilson, Athol Earl, Trevor Coker, Gary Robertson, Simon Dickie (Steuermann)                                                   | 6:08,94 min |
| 2    | Vereinigte Staaten | Lawrence Terry, Franklin Hobbs, Pete Raymond, Tim Mickelson, Gene Clapp, William Hobbs, Cleve Livingston, Michael Livingston, Paul Hoffman (Steuermann)                                 | 6:11,61 min |
| 3    | DDR                | Hans-Joachim Borzym, Jörg Landvoigt, Harold Dimke, Manfred Schneider, Hartmut Schreiber, Manfred Schmorde, Bernd Landvoigt, Heinrich Mederow, Dietmar Schwarz (Steuermann)              | 6:11,67 min |
| 4    | Sowjetunion        | Alexander Rjasankin, Wiktor Dementjew, Sergei Koljaskin, Alexander Schitow, Waleri Bissarnow, Boris Worobjow, Wladimir Sawelow, Alexander Martyschkin, Wiktor Michejew (Steuermann)     | 6:14,48 min |
| 5    | BR Deutschland     | Reinhard Wendemuth, Frithjof Henckel, Norbert Kindlmann, Wolfgang Hottenrott, Hans-Ulrich Buchholz, Günter Petersmann, Bernd Truschinski, Winfried Ringwald, Manfred Klein (Steuermann) | 6:14,91 min |
| 6    | Polen              | Jerzy Ulczyński, Marian Siejkowski, Krzysztof Marek, Jan Młodzikowski, Grzegorz Stellak, Marian Drażdżewski, Ryszard Giło, Sławomir Maciejowski, Ryszard Kubiak (Steuermann)            | 6:29,35 min |